# Aérodrome de Cambrai-Niergnies
L'aérodrome de Cambrai-Niergnies a pour code OACI LFYG. Il est situé en France, sur la commune de Niergnies dans le département du Nord et la région Hauts-de-France, à 5 km au sud-sud-est de Cambrai. La centrale solaire photovoltaïque de Niergnies-Séranvillers-Forenville est inaugurée achevée à son emplacement le 21 septembre 2021.

## Caractéristiques
- Altitude du terrain : 95 mètres
- Piste :
  - 08-26 Dur
  - 08-26 Herbe

Activité Vélivole (treuils et ULM)

## Histoire
Avant la Seconde Guerre mondiale Niergnies était un aérodrome civil qui desservait la ville voisine de Cambrai et comportait une aérogare, un hangar, quelques bâtiments de service et une piste en herbe. L'aérodrome est inauguré en 1935. Jusque-là l'Union aéronautique du Cambrésis (UAC), créée en 1930, ne disposait pas de terrain dans le Cambrésis et utilisait le champ d'aviation de la Brayelle près de Douai. Une escale de la ligne postale Lille - Paris d'Air Bleu y est créée le 27 janvier 1936, remplaçant celle d'Arras, et est supprimée le 1er avril de la même année.
En août 1939 l'armée prend possession du terrain.

### Utilisation par l'Allemagne pendant la Seconde Guerre mondiale
Les Allemands prennent le contrôle de l'aérodrome en fin mai 1940, au début de la Bataille de France.
Adolf Hitler, après la visite faite a Lille et Bouchain décolle de cet aérodrome le 2 juin 1940 
Cet aérodrome et ensuite brièvement utilisé comme terrain d'aviation par le Jagdgeschwader 3 (JG 3), dont les Messerschmitt Bf 109 participent à la guerre-éclair contre l'armée française et le Corps expéditionnaire britannique
.
Après cette bataille l'aérodrome fut délaissé par la Luftwaffe pendant plusieurs années. En 1943, les Allemands construisirent deux pistes en béton de 1 600 mètres utilisables par tous les temps, alignées 15/33 et 09/27. Ils construisirent également un grand nombre de pads de dispersion, d'ateliers d'entretien, de hangars et autres installations de service. Cela était probablement lié aux travaux de fortification dans le Pas-de-Calais, les Allemands pensant que l'aérodrome jouerait un rôle clé dans la défense du territoire français en cas de débarquement anglo-américain en France pour l'ouverture d'un second front. Ces constructions attirèrent l'attention de la 9th USAAF américaine, qui lança une attaque de bombardiers moyens Martin B-26 Marauder sur l'aérodrome les 1er et 2 décembre 1943 (322e et 387e groupes de bombardement), causant de sérieux dommages aux installations. L'aérodrome cessa dès lors d'être utilisé par les Allemands.

### Utilisation par les Américains
Des unités de la 9e armée américaine en route pour Cambrai traversent la zone au début de septembre 1944. Le 10 septembre, le IX Engineer Command 862d Engineer Aviation Battalion prend le contrôle de l'aérodrome et entreprend des travaux de remise en état sommaire afin qu'il puisse être utilisé par l'aviation américaine. Le génie comble les cratères de bombes, pose des plaques PSP sur les parties endommagées de la piste 15/33, et raccommode la piste 08/26 à l'aide d'asphalte et de macadam. Des tentes abritent les troupes et la logistique ; l'aérodrome est relié au réseau routier existant par une route d'accès ; on construit un dépôt pour le ravitaillement, les munitions et le carburant, ainsi qu'un réseau minimal d'eau potable et d'électricité pour les communications et l'éclairage. L'aérodrome est déclaré opérationnel pour les unités de combat de la 9th USAAF le 12 septembre, quelques jours seulement après avoir été pris aux forces allemandes, et reçoit le nom de  Advanced Landing Ground (en) « A-74 Cambrai/Niergnies Airfield »,.
Les unités suivantes de la 9th USAAF stationnèrent sur l'aérodrome, :
- le 48th Fighter Group (en), du 15 au 30 septembre 1944 (P-47) ;
- le 394th Bombardment Group (en), du 6 octobre 1944 au 2 mai 1945 (B-26).

Après le départ de ces unités, Niergnies fut remis au Ministère de l'Air français, le 30 juin 1945.

### Depuis la Seconde Guerre mondiale
La base, sous contrôle français après la guerre, demeura inutilisée pendant plusieurs années. Il restait beaucoup de munitions non explosées à enlever du site, ainsi que des épaves d'avions allemands et américains. Bon nombre des bâtiments de la base avaient été détruits pendant la guerre, et bien que certains aient été réparés par le génie américain, la plupart étaient en ruine. L'armée de l'air française se désintéressait de cet aérodrome et les fonds manquaient pour rétablir l'aérodrome commercial d'avant-guerre. En conséquence le Ministère de l'Air loua le terrain et les pistes à des agriculteurs, et envoya des équipes de déminage nettoyer le terrain.
En 1950, en conséquence de la menace de Guerre froide entre les États-Unis et l'Union soviétique, la base aérienne de Cambrai-Niergnies est cédée par le Ministère de l'Air français à l'armée de l'air des États-Unis, pour répondre à son engagement auprès de l'OTAN d'établir une base aérienne moderne sur ce site. L'OTAN dut faire face à plusieurs problèmes pour résoudre l'équation de la suprématie aérienne. Il fallait envisager la survie à une attaque préventive du Pacte de Varsovie à la fois dans une guerre conventionnelle et nucléaire. Les bases principales étaient construites sur de petites surfaces de terrain avec un espace de dispersion très limité. Il fut décidé d'utiliser Cambrai-Niergnies comme aérodrome de repli d'urgence, consistant en une installation minimale comprenant une piste et des équipements de base destinés à toutes les forces aériennes de l'OTAN pour y disperser leurs appareils en cas de conflit.
À partir de 1953, des entreprises de démolition françaises commencent à démanteler les structures construites par les Allemands et à enlever les épaves laissées par la guerre à Cambrai-Niergnies. Des équipes françaises de déminage interviennent pour nettoyer le terrain des munitions non explosées et le site est préparé en vue de travaux. Une piste tous temps moderne est construite pour les jets de l'OTAN dans l'alignement 17/35, sur une ancienne piste allemande, avec des pads d'alerte pour deux escadrons de chasseurs de part et d'autre de la piste. Les nombreux pads de dispersion et voies de circulation de la Luftwaffe dispersal furent également remis en état et intégrés à la nouvelle base. Au bord de la nouvelle voie de circulation NW/SE on établit un système circulaire en marguerite d'abris en dur, qui pouvaient être ultérieurement recouverts de terre pour offrir une meilleure protection. De plus, les réparations provisoires de la piste 08/26 datant de la guerre furent retirées, et elle fut entièrement refaite, ce qui donnait à l'aérodrome deux pistes opérationnelles. À son achèvement la base pouvait recevoir environ trois ou quatre escadrons, soit 50 appareils au total.
Cependant, à part les atterrissages occasionnels touch-and-go d'appareils américains de l'OTAN, la base aérienne de Cambrai-Niergnies ne fut jamais utilisée. Après le retrait de la France du commandement militaire intégré de l'OTAN en 1967, elle fut abandonnée.

### Utilisation civile
Après la fermeture de la base de l'OTAN, une petite partie fut convertie en aérodrome civil. Une section d'un peu moins de 1 000 mètres de la piste secondaire 08/26 fut conservée comme piste principale de l'aérodrome. Une courte piste en herbe, parallèle à la piste principale, a été construite pour les planeurs. Une voie de circulation asphaltée relie la piste à une petite aire de stationnement utilisée par l'aviation légère.
Les aménagements réalisés par l'OTAN se détériorent après des années d'abandon. L'aérodrome est un témoin de l'époque de la Guerre froide, base aérienne entièrement équipée et jamais utilisée.

## Projets
En 2010 la communauté d'agglomération de Cambrai rachète 320 ha de terrain à l'armée et mandate un bureau d'études pour une réflexion sur l'avenir du site. Parmi les pistes proposées figurent le maintien d'une zone dédiée aux loisirs aériens, et des zones destinées au reboisement, à un projet de golf, à l'implantation d'entreprises et d'une centrale photovoltaïque.
Le 11 octobre 2010 la communauté d'agglomération de Cambrai a validé le projet d'implantation d'un golf sur une superficie de 50 ha ainsi que d'une ferme photovoltaïque sur 80 ha de l'ancien aérodrome militaire de Niergnies. La mise en service du parc solaire, à l'étude depuis fin 2008, pourrait intervenir en 2014. À terme il devrait constituer la plus grande réalisation de ce genre en France. La société allemande Enertrag a été retenue pour l'aménagement du parc, qui pourrait s'étendre sur 100 hectares et produire l'énergie nécessaire à chauffer et éclairer 17 000 habitants. Le projet représenterait un million d'euros de revenus par an pour la communauté d'agglomération. Cette reconversion d'une ancienne base de l'OTAN en « ferme solaire » n'est pas un cas unique, des projets similaires existant à Dreux-Senonches, Toul-Rosières, Lure-Malbouhans, Marigny le Grand, Marville-Montmédy.
La centrale solaire photovoltaïque de Niergnies-Séranvillers-Forenville est inaugurée totalement achevée le 21 septembre 2021.

## Entreprises ou associations à vocation aéronautique implantées sur l'aérodrome

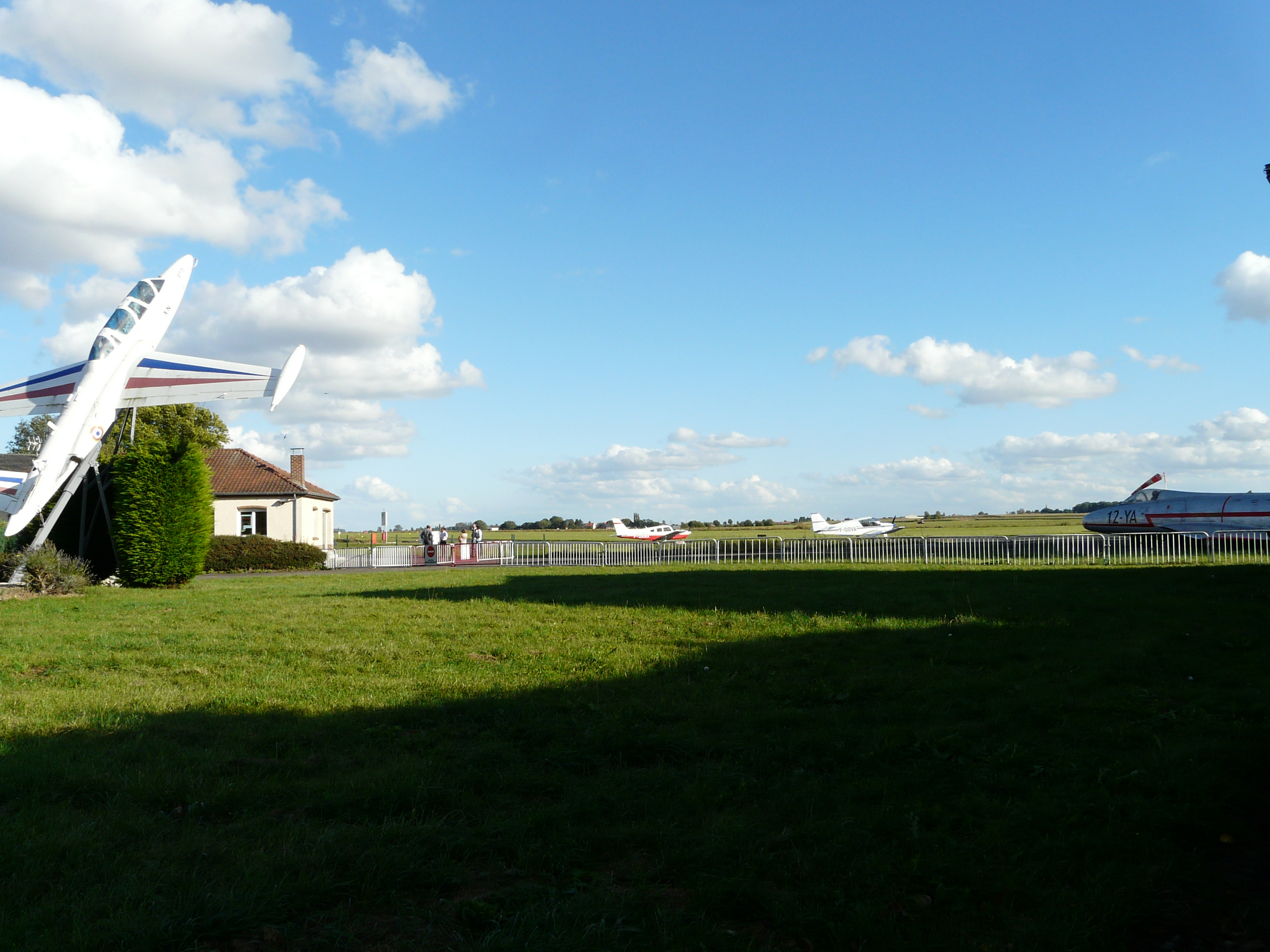
L'aéroclub Louis-Blériot.

- L'Aéro-Club Louis Blériot compte environ 120 membres et dispose d'une flotte composée d'un DR400/120, de deux Piper PA28/160 et PA28RT201, d'un Cessna 152, d'un Piper J3 ainsi que d'un ULM K10[14].
- Le Cambrai Planeur Aeroclub (CPA) dispose de quatre planeurs biplaces (un Twin Astir, un Janus et deux ASK13), de 4 planeurs monoplaces (deux Pégase, un « jean's » Astir et un Astir CS77), d'un ULM Dynamic pour le remorquage, ainsi que de deux treuils pour le décollage.